# 神明神社 (瑞浪市山田町)
神明神社（しんめいじんじゃ）は、岐阜県瑞浪市山田町に鎮座する神社（神明神社）。
上山田神明神社とも称す。

## 概要
瑞浪市山田町の一部（上山田）の産土神である。
正中年間に創建と伝えられる。一説によれば土岐頼兼により天照皇大神を勧請したという。
2011年（平成23年）に境内の地盤改良及び建物（本殿、幣殿、拝殿、手水舎、社務所など）新築。本殿と末社を覆殿内に移す。
2023年（令和5年）3月8日、岐阜県神社庁より銀幣社に指定される。

## 祭神
- 天照大神

## 末社
- 熊野社
- 春日社
- 秋葉社
- 天神社
- 火具土社
- 稲荷社

## 石碑
- 表忠碑（西南戦争）
- 征清紀念碑（日清戦争
- 日露戦役記念碑（日露戦争）
- 表忠碑（日支事変・大東亜戦争）